# .an
.an è stato il dominio di primo livello nazionale assegnato alle Antille Olandesi. In seguito alla dissoluzione delle Antille Olandesi, avvenuta il 10 ottobre 2010, il dominio è rimasto attivo fino al 31 luglio 2015.
In seguito alla rimozione del codice AN da ISO 3166-1 alpha-2, sono stati designati i seguenti domini:
- .cw per Curaçao;
- .sx per Sint Maarten;
- .bq per i Paesi Bassi caraibici.